# Proasellus montenigrinus
Proasellus montenigrinus is een pissebed uit de familie Asellidae. De wetenschappelijke naam van de soort is voor het eerst geldig gepubliceerd in 1934 door Stanko Karaman.